# Loos-en-Gohelle
Loos-en-Gohelle é uma comuna francesa na região administrativa de Altos da França, no departamento de Pas-de-Calais. Estende-se por uma área de 12,7 km². Em 2010 a comuna tinha 6 917 habitantes (densidade: 544,6 hab./km²).